# Karol Anbild
Karol Anbild (ur. 16 lutego 1925 w Katowicach, zm. 1 marca 2008) – wieloletni dyrektor Filharmonii Świętokrzyskiej, kompozytor, dyrygent, pedagog.

## Opis
Ukończył Państwową Wyższą Szkołę Muzyczną w Katowicach i rozpoczął pracę w Filharmonii Śląskiej. Był także kierownikiem artystycznym i pierwszym dyrygentem Filharmonii Lubelskiej, współpracował z Rozgłośnią Polskiego Radia w Katowicach oraz z Wytwórnią Filmów Animowanych w Bielsku-Białej, pisząc muzykę do 13 filmów. W latach 1948–1954 był dyrygentem Chóru „Echo” w Łaziskach Górnych. Od 1962 roku był członkiem PZPR.
W 1957 roku Anbild przyjechał do Kielc i następne trzydzieści trzy lata poświęcił szefowaniu Filharmonii Świętokrzyskiej. Dzięki jego niestrudzonym działaniom, instytucja – zwana początkowo Wojewódzką Orkiestrą Symfoniczną – otrzymała w 1968 roku status filharmonii i nazwę Państwowa Filharmonia im. Oskara Kolberga (później przemianowana na Filharmonię Świętokrzyską). Z jego inicjatywy powstał festiwal Świętokrzyskie Dni Muzyki (1964) oraz powołano Chór Filharmonii (1984).
Będąc od 1990 roku na emeryturze kompozytor czasami dyrygował swoimi autorskimi programami w filharmonii w Kielcach. Od początku kompozytorskiej działalności związany najpierw ze śląską muzyką ludową, później miejsce specjalne w swojej twórczości poświęcił świętokrzyskim motywom ludowym, już w tytule podkreślającym związki z folklorem regionu („Echo Gór Świętokrzyskich”, „Ballada karczówkowska”, „Puszcza jodłowa”, „Impresje świętokrzyskie”, „I Symfonia Świętokrzyska”, „Civitas Kielcensis”).
Był wielokrotnie nagradzany i odznaczany, m.in. Krzyżem Kawalerskim Orderu Odrodzenia Polski oraz Złotą Odznaką Związku Kompozytorów Polskich – za popularyzację muzyki polskiej w kraju i za granicą. W kwietniu 2005 roku Filharmonia Świętokrzyska, podczas inauguracji XIII edycji Festiwalu Świętokrzyskie Dni Muzyki, uroczyście nadała mu tytuł Honorowego Dyrektora. We wrześniu tego samego roku otrzymał Srebrny Medal „Zasłużony Kulturze Gloria Artis”.